# Мартинс, Жуан Карлос
Жуан Карлос Мартинс (порт. João Carlos Martins; (португальское произношение: [ʒuˈɐ̃w ˈkaɾlus maɾˈtʃĩs]), род. 25 июня 1940, Сан-Паулу, Бразилия) — бразильский классический пианист и дирижёр, выступающий с ведущими оркестрами в США, Европе и Бразилии.

## Карьера
Он прославился как исполнитель Баха и записал все клавишные произведения немецкого композитора. Считается одним из лучших исполнителей Баха в XX веке наравне с Гленном Гульдом. В течение десятилетий Мартинс был ведущим пианистом в Симфоническом оркестре Бостона, Лос-Анджелесской филармонии и других классических труппах. «Нью-Йорк Таймс» в 2008 году писала: «Маэстро Мартинс прожил жизнь, полную славы, испытаний, упорства и триумфа, достаточную для того, чтобы наполнить ими живые воспоминания».
В 1968 году RCA выпустил фортепианный концерт Альберто Хинастеры и Мартинса и его выступление с Бостонским оркестром под управлением Эриха Лайнсдорфа: широко известная первая запись этой работы, которая неделями держалась в списке бестселлеров Billboard.
С 1981 года он работал в бразильском правительстве.
После того, как его карьера концертирующего пианиста была сорвана из-за травм и несчастных случаев, Мартинс успешно проявил себя в качестве дирижёра, проведя несколько сотен спектаклей по всему миру, включая концерты в Карнеги-холл. Он является дирижёром в Английском камерном оркестре и в Филармоническом оркестре Бахианы. Мартинс также основал ряд социальных программ для малообеспеченной молодёжи в Латинской Америке.

## В массовой культуре
В 2001 году была опубликована книга под названием «Беседы с Мартинсом» о его жизни и карьере. Она была написана известным пианистом и профессором Джульярдской школы Дэвидом Дубалом и совпасть с новыми записями Жоау Моцарта, Гайдна и Бетховена.
В 2004 году был выпущен немецкий документальный фильм «Страсти Мартинса» (96 минут хронометражом), который получил несколько международных наград. Создатели фильма сопровождают Мартинса в самые разные моменты жизни, прослеживая ранние триумфы и драматические события последующего. В фильме Мартинс встречает некоторых своих друзей, в том числе футболиста Пеле и легендарного джазового пианиста Дэйва Брубека.
Биографический драматический фильм «Жуан: Маэстро» был снят Мауро Лимой при участии Алешандре Неру и Родриго Пандольфо в роли Мартинса в зрелом и молодом возрасте соответственно, и Алинне Мораес в роли Кармен, его нынешней жены. Картина была выпущен по всему миру в августе 2017 года.